# Karangawen (Karangawen)
Karangawen is een bestuurslaag in het regentschap Demak van de provincie Midden-Java, Indonesië. Karangawen telt 5915 inwoners (volkstelling 2010).